# В погоне за счастьем
«В погоне за счастьем» (англ. The Pursuit of Happyness) — американская биографическая драма 2006 года, пятый полнометражный фильм режиссёра Габриеле Муччино с Уиллом Смитом в роли Криса Гарднера, бездомного продавца. Сын Смита Джейден Смит снимается вместе с ним, дебютируя в кино в роли сына Гарднера, Кристофера-младшего. Сценарий Стива Конрада основан на одноимённом бестселлере 2006 года, написанном Гарднером совместно с Куинси Трупом. Он основан на почти годичной борьбе Гарднера с бездомностью. Необычное написание названия фильма связано с фреской, которую Гарднер видит на стене снаружи детского сада, который посещал его сын. Действие фильма происходит в Сан-Франциско в 1981 году.
Фильм был выпущен 15 декабря 2006 года компанией Columbia Pictures и получил положительные отзывы, а игра Смита и эмоциональная нагрузка истории получили признание. Смит был номинирован на премию «Оскар» и «Золотой глобус» за лучшую мужскую роль.

## Сюжет
В 1981 году продавец из Сан-Франциско Крис Гарднер вкладывает все свои сбережения в портативные сканеры костной плотности, которые он демонстрирует врачам и рекламирует как удобное усовершенствование по сравнению со стандартными рентгеновскими аппаратами. Сканеры играют жизненно важную роль в жизни Криса. Хотя он может продать большинство из них, временной разрыв между продажами и его растущими финансовыми потребностями приводит в ярость его жену Линду, работающую горничной в отеле. Экономическая нестабильность всё больше разрушает их брак, несмотря на заботу о Кристофере-младшем, их будущем пятилетнем сыне.
Пока Крис пытается продать один из сканёров, он встречает Джея Твистла, ведущего менеджера и партнера Dean Witter Reynolds, и впечатляет его, собирая кубик Рубика во время поездки на такси. После ухода Джея Крис уклоняется от оплаты проезда, в результате чего водитель в гневе гонится за ним на станцию BART, заставляя его сесть в поезд как раз перед отправлением. Однако новые отношения Криса с Джеем приносят ему приглашение на собеседование на должность стажёра биржевого маклера.
За день до собеседования Крис неохотно соглашается бесплатно покрасить свою квартиру, чтобы отсрочить выселение арендодателем за просрочку аренды. Во время покраски Криса встречают на пороге двое полицейских, которые арестовывают его за неуплату нескольких штрафов за парковку. Крису приходится провести ночь в тюрьме, что осложняет его расписание на собеседование на следующий день. Крис едва успевает в офис Дина Уиттера, хотя всё ещё в потрёпанной, забрызганной краской одежде. Несмотря на свою внешность, Крис всё же производит впечатление на интервьюеров и получает шестимесячную неоплачиваемую стажировку. Он входит в число 20 стажёров, претендующих на оплачиваемую должность биржевого маклера.
Возможная работа в ресторане парня её сестры соблазняет Линду уехать в Нью-Йорк. С сожалением она оставляет Кристофера на попечение Криса. Однако финансовые проблемы Криса усугубляются, когда налоговая служба арестовывает его и без того скудный банковский счёт за неуплаченный подоходный налог, и домовладелец в конце концов выселяет его и Кристофера.
С всего лишь 21,33 доллара на банковском счёте Крис и Кристофер остаются бездомными и в отчаянии. Крису удаётся найти еду и ночлег в местном приюте, и в конце концов он наскребливает деньги на номер в мотеле, но затем замки меняют, так как он не может вовремя заплатить. В итоге ему приходится жить в туалетах на местных станциях BART вместе с сыном. Позже Крис находит сканёр, который он ранее потерял на станции. Он продаёт свою кровь, чтобы оплатить ремонт, а затем уговаривает местного врача купить его, тем самым позволяя себе сосредоточиться исключительно на обучении биржевому маклеру.
Не имея возможности работать в ограниченном рабочем времени и зная, что единственный способ получить брокерскую должность – это максимально расширить контакты с клиентами и увеличить прибыль, Крис разрабатывает несколько способов более эффективных переговоров, включая личное общение с потенциальными ценными клиентами, что является нарушением протокола компании. Один из благожелательных потенциальных клиентов, Уолтер Риббон, высокопоставленный управляющий пенсионным фондом, даже приглашает Криса и Кристофера на матч «Сан-Франциско Форти Найнерс», где Крис знакомится с несколькими друзьями мистера Риббона, которые также являются потенциальными клиентами. Несмотря на все трудности, Крис никогда не рассказывает коллегам о своем скромном положении, даже одалживая одному из своих руководителей, мистеру Фрому, последние пять долларов на такси. Он также готовится к экзамену на получение лицензии биржевого маклера и успешно сдаёт его.
В последний день стажировки Криса вызывают на встречу с партнёрами. Мистер Фром замечает, что на Крисе красивая рубашка, и объясняет, что счёл уместным надеть её в свой последний рабочий день. Мистер Фром благодарит его и говорит, что Крису стоит надеть ещё один на следующий день, сообщая Крису, что он получил желанную постоянную должность, и возмещает Крису стоимость предыдущей поездки на такси. Сдерживая слёзы, он пожимает руки партнёрам, а затем спешит в детский сад Кристофера, чтобы обнять его. Они идут по улице и шутят друг с другом (и мимо них проходит настоящий Крис Гарднер в деловом костюме).
В эпилоге рассказывается, что в 1987 году Гарднер основал собственную брокерскую фирму с оборотом в несколько миллионов долларов, а в 2006 году продал миноритарный пакет акций своей брокерской фирмы на многомиллионные суммы.

## В ролях
| Актёр            | Роль             |
| ---------------- | ---------------- |
| Уилл Смит        | Крис Гарднер     |
| Джейден Смит     | Крис Гарднер-мл. |
| Тэнди Ньютон     | Линда Гарднер    |
| Брайан Хау       | Джей Твистл      |
| Джеймс Карен     | Мартин Фром      |
| Дэн Кастелланета | Алан Фракеш      |
| Курт Фуллер      | Уолтер Риббон    |
| Скот Клэйс       | Тим Брофи        |
| Такаё Фишер      | миссис Чжу       |

Настоящий Крис Гарднер исполнил небольшое камео, появившись в конце фильма в роли прохожего в костюме, переходящего улицу позади героев Уилла и Джейдена Смитов.

## Саундтрек
Саундтрек фильма включает песни «A Father’s Way» в исполнении Seal, «Feelin' Alright» Джо Кокера, «This Masquerade» Джорджа Бенсона, «Jesus Children of America» и «Higher Ground» Стиви Уандера, «Morning, Morning» Ричи Хэванса, «Young Man» Ричарда Дорфмайстера, Питера Крудера и Моза Элиссона, «Bridge over Troubled Water» Роберты Флэк и госпел «Lord, Don’t Move That Mountain» Махалии Джексон и Дорис Акерс в исполнении хора Glide Ensemble.
| №                   | Название                  | Длительность |
| ------------------- | ------------------------- | ------------ |
| 1.                  | «Opening»                 | 3:09         |
| 2.                  | «Being Stupid»            | 1:39         |
| 3.                  | «Running»                 | 1:30         |
| 4.                  | «Trouble at Home»         | 1:30         |
| 5.                  | «Rubiks Cube Taxi»        | 1:53         |
| 6.                  | «Park Chase»              | 2:29         |
| 7.                  | «Linda Leaves»            | 4:02         |
| 8.                  | «Night at Police Station» | 1:36         |
| 9.                  | «Possibly»                | 1:45         |
| 10.                 | «Where's My Shoe»         | 4:20         |
| 11.                 | «To the Game/Touchdown»   | 1:37         |
| 12.                 | «Locked out»              | 2:20         |
| 13.                 | «Dinosaurs»               | 2:40         |
| 14.                 | «Homeless»                | 1:55         |
| 15.                 | «Happyness»               | 3:50         |
| 16.                 | «Welcome Chris»           | 3:45         |
| Общая длительность: | Общая длительность:       | 40:00        |

## Создание фильма
Название фильма взято из Декларации независимости США; ошибочное написание слова «англ. happiness» связано с настенными надписями на фасаде детского сада сына, где это слово было написано именно так.
В бонусном материале на DVD «Создание погони: Итальянская попытка создать американскую мечту» (англ. Making Pursuit: An Italian Take on the American Dream) продюсер и актёр Уилл Смит рассказывает о том, как он убедил итальянского режиссёра Габриеле Муччино, чьи познания в английском языке были минимальными, взяться за этот проект. Он был вдохновлён двумя фильмами Муччино: «Помни обо мне» (итал. Ricordati di me) и «Последний поцелуй» (итал. L'ultimo bacio). Муччино заметил, что «В погоне за счастьем» по существу была историей о реализации американской мечты — идее, которая лучше понятна иностранцам, чем самим американцам. Его рассказ убедил Смита в том, что он справится с этой задачей.
Настоящий Кристофер-младший был ещё младенцем в те времена, о которых идёт речь в фильме, но по сценарию ему прибавили пять лет, чтобы уменьшить сложности со съёмками сцен. Муччино просмотрел сотни мальчиков перед тем, как обратиться к Смиту с просьбой позволить его сыну Джейдену сыграть эту роль. «Отец и сын: На экране и за кадром» — бонусный материал на DVD, раскрывающий рабочие взаимоотношения между ними. Люди, участвовавшие в процессе создания фильма, сразу по завершении работы над картиной соглашались, что естественные отношения отец-сын не дублировались во время профессиональной актёрской работы.
Настоящий Крис Гарднер подсказал, что нужно включить в сцены фильма пастора церкви Glide Memorial Сесила Уильямса (англ. Cecil Williams). В другом бонусном материале на DVD он объясняет, что это был способ отдать дань уважения человеку, который помог ему пережить один из самых тяжёлых периодов жизни. Сам Гарднер появляется в последней сцене фильма проходящим мимо его экранной версии с сыном в то время, как те пересекали улицу.
Места Сан-Франциско, в которых проводилась съёмка, включают Financial District, Чайна-таун, станцию Glen Park сети BART, Noe Valley, Pacific Heights, парк «Золотые ворота» и стадион Candlestick Park.

## Критика
Обозреватель Мик Лассаль писал в газете San Francisco Chronicle: «К великому удивлению, фильм оказался не банальным… Красота фильма в его честности. В основных чертах, это не привычная экранизированная история успеха, в которой после продолжительного периода разочарования успех приходит упакованным подарком с красивой ленточкой. Напротив, эта история успеха следует самой обычной жизненной схеме — она описывает серию душераздирающих ошибок и неудач, упущенных возможностей, верных дел, которые почему-то не сложились, и всё это сопровождается едва заметными победами, которые постепенно складываются в нечто большее. Другими словами, всё это выглядит реальным».

## Награды и номинации
- 2007 — номинация на премию «Оскар» за лучшую мужскую роль (Уилл Смит).
- 2007 — две номинации на премию «Золотой глобус» за лучшую мужскую роль — драма (Уилл Смит) и за лучшую оригинальную песню («A Father’s Way», слова и музыка Seal и Кристофера Брюса).
- 2007 — номинация на премию Гильдии киноактёров США за лучшую мужскую роль (Уилл Смит).
- 2007 — две номинации на премию «Выбор критиков» за лучшую мужскую роль (Уилл Смит) и лучшему молодому актёру (Джейден Смит).
- 2007 — номинация на премию «Давид ди Донателло» за лучший иностранный фильм.
- 2007 — премия NAACP Image Award за лучший фильм, а также три номинации: лучший актёр (Уилл Смит), лучший актёр второго плана (Джейден Смит), лучшая актриса второго плана (Тэнди Ньютон).
- 2007 — специальная премия «Серебряная лента» (Габриеле Муччино), а также номинация в категории «лучшая музыка» (Андреа Гуэрра).
- 2007 — премия MTV Movie Award за лучший актёрский прорыв (Джейден Смит), также номинация в категории «лучший актёр или актриса» (Уилл Смит).
- 2007 — три премии Teen Choice Awards: лучший фильм-драма, лучший драматический актёр (Уилл Смит), лучшая экранная «химия» (Уилл Смит, Джейден Смит). Кроме того, лента получила номинацию в категории «лучший актёрский прорыв» (Джейден Смит).